# IAAPA Hall of Fame
De IAAPA Hall of Fame is de eregalerij van de IAAPA, de internationale organisatie van attractieparken en attracties. 
Sinds 1990 beloont de IAAPA individuele opmerkelijke prestaties en bijdragen aan de amusementsindustrie met een vermelding op deze erelijst.

## Hall of Fame
1990
- John Allen
- Walt Disney
- Robert Freed
- Carl Hughes
- La Marcus Thompson
- Andrew McSwigan
- Angus Wynne

1991
- Harry Batt
- David E. Bradley
- Edward Carroll
- R. Harold Chance
- Walter Knott
- Leonard Thompson

1992
- George Washington Gale Ferris
- Frederick Ingersol
- William Mangels
- George Roose
- Harry Traver
- Charles R. Wood
- Truman Woodworth

1993
- James Conklin
- Randall Duell
- Milton Hershey
- John Miller
- Anton Schwarzkopf
- Aurel Vaszin

1994
- Pat Collins
- George Hamid
- Theodore Harton
- Allan Herschell
- George Millay
- C.V. Wood

1995
- Fred Fried
- Anton Pieck
- Harrison Price
- Herb Ryman
- George Tilyou

1996
- John Norman Bartlett
- Frederick Church
- Salvador Andreu Y Grau
- Bo Kinntorph

1997
- George Boeckling
- Paul Boyton
- Eric McMillan
- William E. Sullivan

1998
- Karl Bacon
- Ed Morgan
- Frank Darling
- Roy Disney
- Charles Thompson

1999
- A.J. Florizoone
- Dick Pope
- Herb Schmeck
- Jay Stein
- Giovanni Zanoletti

2000
- Jack Ray
- Frederick Savage
- Ron Toomer

2001
- Henk Bemboom
- John Graff
- William Koch
- Wilbert Morey

2002
- Leon Cassidy
- Marty Sklar
- Rudyard Uzzell

2003
- Roberto Ortiz
- Werner Stengel

2004
- Richard Coulter
- Jack and Peter Herschend
- Geoffrey Thompson

2005
- Franz Mack
- Antonio Zamperla

2006
- Harry Baker
- Richard Kinzel

2007
- Dick Nunis

2008
- Larry Cochran
- Edgard Meeus
- Arto Monaco

2009
- Ricardo Castillo Sinibaldi
- Elmer Dundy en Frederic Thompson

2010
- Bob Rogers
- Daniel Burnham
- Don Clayton
- Will Koch

2011
- John P. C. Collins
- Frederick Pearce
- Wally Boag
- Betty Taylor

2012
- Bob Masterson
- PT Barnum